# Anna Lappenküper
Anna Lappenküper (* 24. März 1998 in Recklinghausen) ist eine deutsche Basketballspielerin.

## Werdegang
Lappenküper wurde 2013 mit dem Herner TC deutsche U15-Meisterin, 2015 gewann sie mit demselben Verein die deutsche Meisterschaft in der Altersklasse U17, nachdem sie im vorherigen Verlauf der Saison 2014/15 lange verletzungsbedingt gefehlt hatte. Bereits 2014 wurde die 1,72 Meter große Aufbauspielerin ins Herner Bundesliga-Aufgebot aufgenommen.
Nach dem Abitur am Otto-Hahn-Gymnasium Herne 2016 spielte Lappenküper von 2016 bis 2020 im US-Bundesstaat Indiana für die Purdue University Fort Wayne und studierte im Hauptfach Wirtschaft. Im Sommer 2020 wechselte sie zu den Leicester Riders nach Großbritannien und setzte ihr Studium an der Loughborough University fort. 2022 kehrte sie in ihr Heimatland zurück und schloss sich dem Bundesligisten SG Rheinland Lions aus Bergisch Gladbach an. Dort wurde wieder Mario Zurkowski ihr Trainer, unter dem sie 2015 deutsche U17-Meisterin geworden war. Als die Rheinland Lions im Januar 2023 ihre Zahlungsunfähigkeit vermeldeten und sich vom Spielbetrieb abmeldeten, wurde Lappenküper vereinslos, im selben Monat wurde sie vom Bundesligisten Saarlouis Royals verpflichtet.
Im Sommer 2024 wechselte Lappenküper zu BBC Amicale Steinsel nach Luxemburg.

### Nationalmannschaft
Lappenküper nahm in den Altersklassen U16, U18 und U20 an B-Europameisterschaften teil. Im November 2022 bestritt sie ihr erstes A-Länderspiel.